# Аксёново (сельское поселение Ярополецкое)
Аксёново — деревня в Волоколамском районе Московской области России. Относится к Ярополецкому сельскому поселению, до реформы 2006 года относилась к Волоколамскому сельскому округу.

## Население
| 1852 | 1859 | 1926 | 2002 | 2006 | 2010 | 2013 |
| ---- | ---- | ---- | ---- | ---- | ---- | ---- |
| 205  | ↗214 | ↘206 | ↘4   | →4   | ↗19  | ↗23  |
| 2014 | 2015 | 2016 |      |      |      |      |
| ↗24  | →24  | ↗31  |      |      |      |      |

## Расположение
Деревня Аксёново расположена на реке Селесне (бассейн Иваньковского водохранилища), примерно в 8 км к западу от центра города Волоколамска. Ближайшие населённые пункты — деревни Зубово и Козино. В километре к северу от деревни проходит федеральная автодорога «Балтия» М9. В деревне 5 улиц — Нижняя, Полевая, Речная, Садовая и Ясная Горка, зарегистрировано 3 садовых товарищества.

## Исторические сведения
Деревня Аксёново впервые упоминается в 1505 году как Оксеновская – в жалованной грамоте князя Бориса Волоцкого. В 1512-13 гг. Игнатий Александров передал сельцо Оксеновское в Иосифов монастырь.
В Писцовых книгах 1517-18 г. упоминается как сельцо Аксеновское.
В 1543-44 г. – деревня. В ней было 10 дворов и проживало 10 человек (мужчин).
В 1563 году Иван Грозный дал монастырю грамоту, в которой подтверждает владение монастыря на всю вотчину. В том числе упомянуто сельцо Оксеновское с деревнями.
До 1764 года деревня Аксёново принадлежала Иосифо-Волоцкому монастырю, затем – Коллегии экономии. По плану генерального межевания от 25 мая 1769 года в деревне числилось 53 крестьянских двора и 92 человека мужского пола (женская часть населения тогда не учитывалась). Деревня располагалась на высоком правом берегу реки Селесни (ныне улица Ясная Горка). В соседней деревне Зубово насчитывалось 25 дворов и 81 мужчина, а в деревне Тимонино – 24 двора и 82 мужчины. На три деревни пашни было 791 десятина 1636 саженей, леса и сенного покоса – 585 десятин 1640 саженей.
В промежутке между 1769 и 1860 годами появились первые дома на противоположном, левом берегу реки Селесни (ныне улица Нижняя). На карте 1860 года деревня обозначена на обоих берегах.
В «Списке населённых мест» 1862 года Аксеново — казённая деревня 1-го стана Волоколамского уезда Московской губернии по Московскому тракту, от границы Зубцовского уезда на город Волоколамск, в 7 верстах от уездного города, при речке Селянке, с 30 дворами и 114 жителями (98 мужчин, 116 женщин).
По данным на 1890 год входила в состав Тимошевской волости Волоколамского уезда, число душ мужского пола составляло 100 человек.
В 1913 году — 48 дворов.
В 1924 году в деревне в 52 домах проживали 202 человека. На всю деревню было 48 рабочих лошадей, обрабатывалось 148 десятин пашни (почти 162 гектара).
В 1924-1954 годах деревня была центром Аксёновского сельсовета.
В материалах Всесоюзной переписи населения 1926 года указаны деревни Аксеново Верхнее (85 жителей, 17 крестьянских хозяйств, сельсовет) и Аксеново Нижнее (121 житель, 28 крестьянских хозяйств).
С 1929 года — населённый пункт в составе Волоколамского района Московской области.
13 января 1942 года деревня была освобождена от фашистов войсками 331-й стрелковой дивизии 20-й армии. Братское захоронение в деревне Аксеново – третье по количеству погибших в Волоколамском районе. Здесь похоронен 1301 человек, из них известны имена 471 бойца, неизвестных воинов – 830 человек. В 1959 году на братской могиле установлен памятник.
В 1959 году в 75 метрах к востоку от деревни был проложен магистральный газопровод "Серпухов - Ленинград" под давлением 5,4 мегапаскаля на метровой глубине с диаметром трубы 700 мм.